# 广惠桥 (南浔)
广惠桥是中国浙江省湖州市南浔区南浔镇南市河上的一座单孔石拱桥，位于广惠宫（又称张王庙）前，因而名为广惠桥或张王庙桥。其始建年代不明，清嘉庆五年（1800）和同治五年（1866）曾两次重修。橋長18米，寬3.3米，拱矢高5.3米，东西各有踏步24級，拱券采用縱聯分節並列砌筑。